# Faust (Goethe)

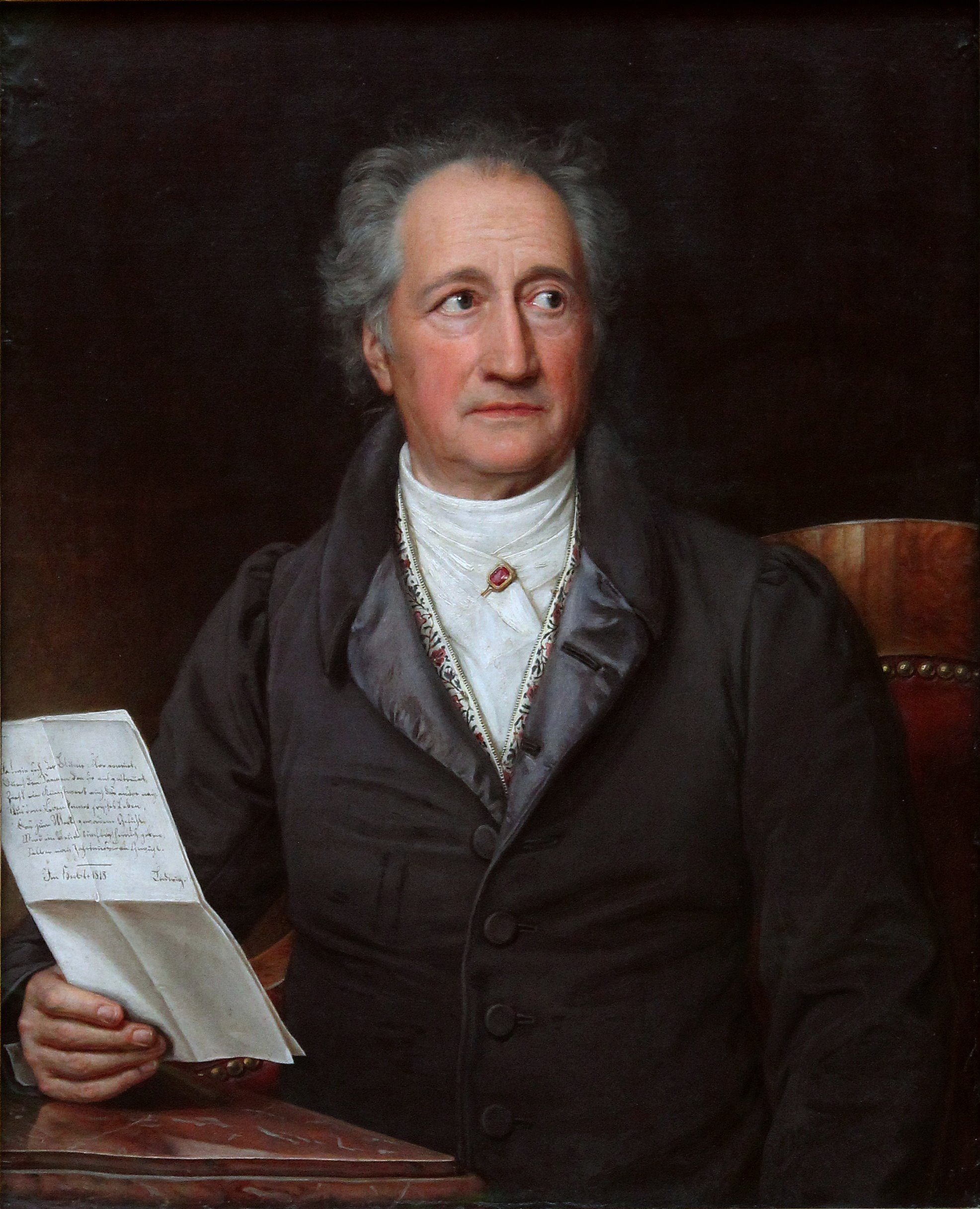
Johann Wolfgang Goethe

A Faust Johann Wolfgang von Goethe 1832-ben megjelent posztumusz műve.
Goethe a Faust-témával már 1774 táján elkezdett foglalkozni. Ekkor készült el az ős-Faust, amely még csak a későbbi első rész néhány jelenetét tartalmazta, 1790-ben pedig a Töredék. 1797-ben a költő folytatta a félbehagyott művet. 1808-ban megjelent az első rész, a másodikhoz a szerző csak 1824-ben kezdett hozzá, amit röviddel halála előtt fejezett be. A teljes alkotás nyomtatásban csak Goethe halála után, 1832-ben látott napvilágot.
Magyar nyelvre először Nagy István fordította le 1860-ban, továbbá Dóczy Lajos (1873), Váradi Antal (1887), Szabó Mihály (1888), Kozma Andor (1924), Jékely Zoltán (1941) (ős-faust), Sárközi György (1947), Tordai Ferenc (1951), Kálnoky László (1956) (második rész), Franyó Zoltán (1958), Ős-Faust, Jékely Zoltán, Faust 1, rész Jékely Zoltán; Faust 2. rész Csorba Győző (A három mű egy kötetben, 1959), Faust 2. rész Csorba Győző (1961), Márton László (1994).

## Fausti filozófia

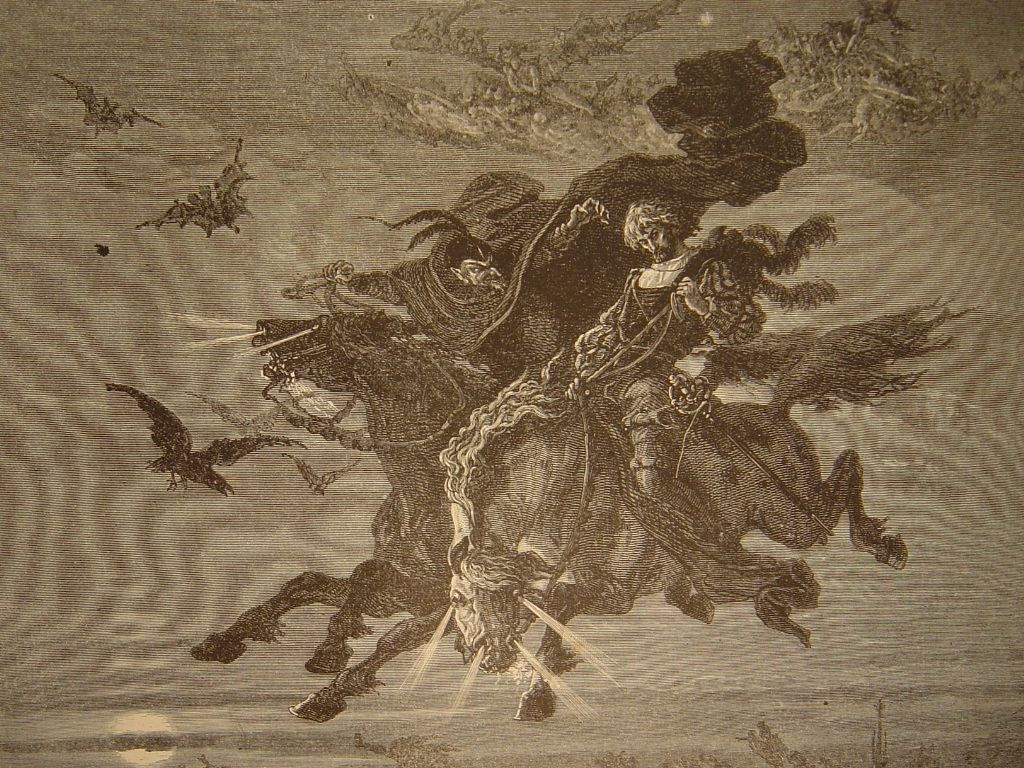
Faust és Mefisztó

A Faust-könyvek a világdrámák sorába tartoznak; gondolati gazdagságukkal, filozófiai mélységükkel és művészi tökéletességükkel a világirodalom legnagyobb alkotásai közé tartoznak. A lét egyetemes, nagy kérdéseire keresik a választ: mi a célja az emberi életnek? Mit kell tennünk, hogy kibontakoztassuk egyéniségünket?

## Eredete
Művei témáját egy XVI. századi német népkönyvből merítette Goethe. Hőse egy középkori tudós, Faust doktor. A Faust bonyolult jelképrendszerében különböző elemek formálódnak egységes egésszé. Mint Dante Isteni színjátékában és a barokk eposzokban, itt is a keresztény hitregék túlvilágról szóló elképzelései vegyülnek az antik mitológiával. Az európai művelődés e két alappillére mellett szerepet kapnak a középkor mágikus hiedelmei és a népi babonák is.

## Története

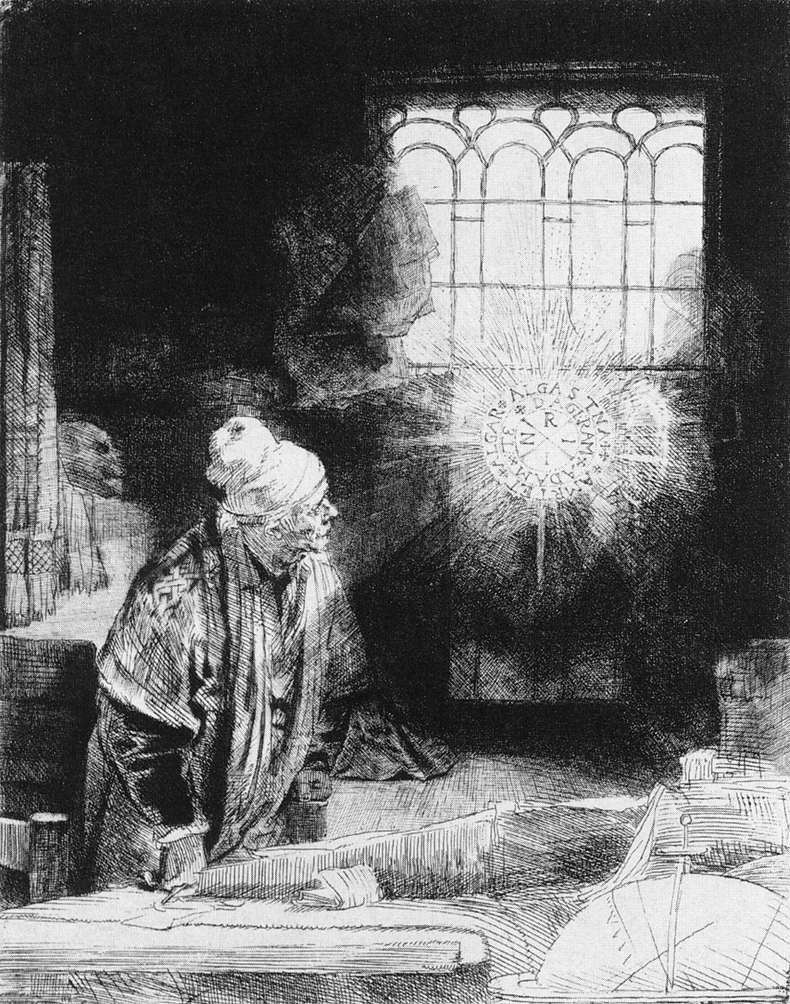
Rembrandt Faust ábrázolása (1650-52)

A goethei életmű fő alkotása a Faust. Alkotója szinte egész életén át dolgozott rajta. A téma, a megismerésre, tudásra szomjazó emberi vágy drámája nem nála jelenik meg először. Vándorútja hosszú: kezdve a Faust Népkönyvön, amely ennek a motívumnak első írásos változata, Christopher Marlowe drámáján át a 18. századi Friedrich Müller, valamint Friedrich Maximilian Klinger Faust-alakjáig. Ezekkel egy időben már készült Goethe művének első változata, az úgynevezett ős-Faust. Ezt követte 1808-ban a végleges mű első német kiadása.

## Leírása
A dráma alapgondolata közismert: Faust egyezséget köt az ördöggel, Mefisztóval, hogy miközben az minden óhaját teljesíti, halála után átengedi neki a lelkét, ha akad az életében egyetlen olyan pillanat, amikor valóban boldognak érzi magát. Az első rész líraibb, szubjektívebb: az elvont tudásból való kiábrándulás, a mágia sikertelen kutatása, s a tragikus szerelem Goethe személyes élménye. A fausti megismerésvágy a kor szellemének hatása, amelyben a francia forradalom előtti években feltörő polgárság mindentudásra való törekvése fejeződik ki.
Az első rész vezérmotívuma, a Margit-tragédia, az elcsábított és gyilkossá lett lány története, az elavult társadalmi rend, a merev előítéletek és a képmutató erkölcs elleni vád. Itt Faust még az úgynevezett "kisvilágban" bolyong, tévedései, csalódásai személyes, emberi jellegűek. A második – kevésbé ismert és olvasott rész – a "nagyvilágba" viszi főhősét.
Faust a közéletben keresi cselekvése értelmét, s bár csalatkozik, végül az alkotó mégis megváltja, küzdelmét jutalmazva feloldozza a hőst, jelképezve, hogy a küzdő ember nem bukhat el.
A Faust első részének műfaji sajátosságai:
- Három "helyszín": ég, föld, pokol
- csodás elemeket tartalmaz
- Három felvonásból áll
- választékos a szóhasználata
- az Égi Prológusban lejátszódó Úr-Ördög közötti párbeszéd nem mindennapos

## Bemutatók
A mű első magyarországi bemutatója a Nemzeti Színházban volt 1887. április 1-jén, Faust: Nagy Imre: Mefisztó: Gyenes László: Margit: P. Márkus Emilia: Márta: Vízváriné Szigeti Jolán szereplésével.

## Megjelenési formák
Goethe számos könyvet írt Faust főszereplésével:
- Johann Wolfgang Goethe: Ős-Faust (Urfaust) (1775)
- Johann Wolfgang Goethe: Faust; töredék (1790)
- Johann Wolfgang Goethe: Faust; I. rész (1808)
- Johann Wolfgang Goethe: Faust; II. rész (1832)

## Magyarul

### 1919-ig
- Faust; ford. Nagy István; Engel-Mandello-Walzel, Pest, 1860
- Gounod Károly: Faust. Opera; szöveg Göthe után Barbier Gyula, Michel Carré, ford. Ormai Ferenc; Emich Ny., Pest, 1863
- Faust. Göthe tragédiája; ford. Dóczy Lajos; Ráth, Pest, 1873 (A magyar nemzet családi könyvtára)
- Faust; ford. Komáromy Andor; Aigner, Bp., 1887
- Faust. A tragoedia második része; ford. Váradi Antal; Hornyánszky, Bp., 1887
- Faust; ford. Szabó Mihály; Franklin, Bp., 1888
- Faust; ford. Palágyi Lajos; Toldi Könyvkereskedés, Bp., 1909

### 1919–1944
- Faust. Tragédia 1-2. rész; ford. Kozma Andor; Pantheon, Bp., 1924
- Faust. Goethe tragédiája; ford. Hódsághy Béla; Corvin Ny., Baja, 1935
- Ős-Faust; ford. Jékely Zoltán, előszó Koszó János; Jakab, Kolozsvár, 1942

### 1945–1989
- Faust 1.; ford. Sárközi György; Hungária, Bp., 1947
- Faust. 2. rész; ford. Kálnoky László, bev. Halász Előd, jegyz. Bodi László; Új Magyar Kiadó, Bp., 1956
- Faust; zene Charles Gounod, szövegkönyv Goethe után Jules Barbier, Michel Carré, ford. Lányi Viktor; Zeneműkiadó, Bp., 1957 (Operaszövegkönyvek)
- Faust. Első rész és Ős-Faust; ford. Franyó Zoltán / Az híres neves varázsló és garaboncás D. Faustus János históriája; ford. Király György; Állami Irodalmi és Művészeti, Bukarest, 1958
- Faust. 1-2. rész / Ős-Faust; ford. Jékely Zoltán, Csorba Győző, utószó Turóczi-Trostler József, jegyz. Walkó György; Magyar Helikon, Bp., 1959 (Helikon klasszikusok)
- Faust. 1-2. rész / Ős-Faust; ford. Jékely Zoltán, Kálnoky László, bev. Walkó György; Európa, Bp., 1964 (A világirodalom klasszikusai)

### 1990–
- Faust. A tragédia első része. Teljes, gondozott szöveg; ford. Márton László, szerk., sajtó alá rend., jegyz. Kocziszky Éva; Ikon, Bp., 1994 (Matúra Klasszikusok)
- Faust; ford. Báthori Csaba; Új Mandátum, Bp., 1998
- Faust. A tragédia első és második része / História doktor Johann Faustról / Az "ős-Faust"; ford., jegyz. Márton László; Kalligram, Bp., 2015